# Kirta
Kirta je bil legendaren mitanski kralj, ki je živel morda okoli leta 1500 pr. n. št.  Kirta je bil  tudi domnevni ustanovitelj Mitanske dinastije, vendar tega ne potrjuje noben primarni vir.

## Legenda o kralju Keretu
Legenda o Keretu je starodavna ugaritska pesnitev o epskem kralju Keretu, napisana v bronasti dobi na glinaste tablice, ki govori o Keretovi družini.  Za pesnitev se domneva, da je bila napisana mnogo kasneje in v njegovim naslednikom sovražni državi. Zgodba pravi, da so vsi kraljevi otroci umrli, žena pa je zginila. Kralju se je v sanjah prikazal bog stvarnik El in mu svetoval, naj prosi za pomoč boga dežja Baala in se odpravi na pot,  da poišče novo ženo.  Kralj je odšel na pot in prišel do svetišča boginje matere  Ašere. Boginji je obljubil zlat kip, če bo našel ženo. Kirta jo je našel in imel z   njo več otrok, na obljubo pa je pozabil. Ašera ga je kaznovala s težko boleznijo, bog El pa ga je ponovno prišel rešit. Otroci so bili srečni, da se je vrnil na prestol, njegov najstarejši sin, Jasib, ki je med Kirtovo boleznijo postal priljubljen, pa ga je poskusil vreči s prestola. Kirta ga je preklel in zgodba se s tem konča.   